# Taiwano
Taiwano o eduria, es un pueblo indígena originario de la cuenca media del Pirá-Paraná, en el sur del departamento del Vaupés (Colombia). Algunos viven en los ríos Paca, Tiquié y en el Cananarí y su afluente el caño Piedra Negra.

## Economía
Se dedican a la horticultura itinerante, la pesca, caza y recolección. Su economía está basada en una división del trabajo por géneros, que articula la vida de la familia y la comunidad. Son tareas masculinas, preparar la chagra, cultivar coca, tabaco, barbasco y maíz, pescar, cazar y elaborar la cestería. Las mujeres se encargan de sembrar, cuidar, cosechar y preparar la yuca y la mayoría de los cultivos de la huerta; y además fabrica la cerámica. la recolección es una tarea de toda la familia.
La pesca se practica por el hombre con caña y anzuelo, trampas o nasas, arco y flecha o arpón y además con barbasco, caso en el cual toda la familia participa en la recolección de los peces. Cazan pecarí, danta, venado, lapa, diversas especies de monos y aves y yacaré.

## Organización Social
Se dividían en catorce patrilinajes, agrupados a su vez en clanes con territorios y rituales determinados. Los hogares siguen un patrón de residencia y descendencia patrilocal y patrilineal. La filiación transmite además de la consanguinidad, un estatus específico. La autoridad tradicional más representativa es el payé o chamán, quien trata las enfermedades, dirige ritos de paso y mantiene las relaciones de armonía entre la comunidad y cosmos. Un "capitán" tiene la representación legal y política de la comunidad. La maloca o casa comunitaria es el centro de la vida social. Mantienen relaciones de afinidad con los barasana, tatuyo y kabiyarí.

## Cosmología
Se consideran descendientes de la Anaconda Remedios, la cual en su paso por el Pirá-Paraná dejó los huevos que darían origen a cinco ancestros de los distintos grupos del Vaupés. El camino de este ancestro mítico común, configura su sistema de relaciones, territorialidad y alianzas con las demás etnias de la región. Practican el ritual del Yuruparí.

## Lengua
Su idioma original pertenece a la familia tucano oriental y está estrechamente relacionado con el de los barasana, del cual difiere sólo en los tonos de las palabras. Solamente sobreviven 19 hablantes de taiwano.